# 尤陶
尤陶，是匈牙利绍莫吉州所辖的一个村。总面积19.23平方公里，总人口1246，人口密度64.8人/平方公里（2011年1月1日）。